# Gouvernement Herriot III
Troisième République
Tardieu III Paul-Boncour
Le troisième gouvernement Édouard Herriot est le Gouvernement de la République française du 3 juin au 14 décembre 1932 sous la Troisième République. Mis en minorité le 12 décembre lors d'un débat sur la dette interalliés, le Gouvernement donne sa démission, qui est acceptée le 18 décembre par le Président de la République Albert Lebrun.

## Composition
| Portefeuille                                                                      | Titulaire | Titulaire            | Parti |
| --------------------------------------------------------------------------------- | --------- | -------------------- | ----- |
| Président du Conseil Ministre des Affaires étrangères                             |           | Édouard Herriot      | PRRRS |
| Ministres                                                                         |           |                      |       |
| Ministre de la Guerre                                                             |           | Joseph Paul-Boncour  | PRS   |
| Ministre de l'Éducation nationale                                                 |           | Anatole de Monzie    | PSF   |
| Ministre de l'Intérieur                                                           |           | Camille Chautemps    | PRRRS |
| Ministre de la Justice                                                            |           | René Renoult         | PRRRS |
| Ministre de l'Agriculture                                                         |           | Abel Gardey          | PRRRS |
| Ministre des Finances                                                             |           | Louis Germain-Martin | RI    |
| Ministre des Travaux publics                                                      |           | Édouard Daladier     | PRRRS |
| Ministre des Colonies                                                             |           | Albert Sarraut       | PRRRS |
| Ministre du Travail et de la Prévoyance Sociale                                   |           | Albert Dalimier      | PRRRS |
| Ministre du Commerce                                                              |           | Julien Durand        | PRRRS |
| Ministre des Postes, Télégraphes et Téléphones                                    |           | Henri Queuille       | PRRRS |
| Ministre de la Santé publique                                                     |           | Justin Godart        | PRRRS |
| Ministre de la Marine                                                             |           | Georges Leygues      | AD    |
| Ministre des Pensions                                                             |           | Adrien Berthod       | PRRRS |
| Ministre de l'Air                                                                 |           | Paul Painlevé        | PRS   |
| Ministre de la Marine marchande                                                   |           | Léon Meyer           | PRRRS |
| Ministre du Budget                                                                |           | Maurice Palmade      | PRRRS |
| Sous-secrétaires d’État                                                           |           |                      |       |
| Sous-secrétaire d’État chargé de la présidence du Conseil                         |           | Paul Marchandeau     | PRRRS |
| Sous-secrétaire d’État à la présidence du Conseil chargé de l'Économie nationale  |           | Raymond Patenôtre    | RI    |
| Sous-secrétaire d’État à la présidence du Conseil chargé des Affaires Étrangères  |           | Joseph Paganon       | PRRRS |
| Sous-secrétaire d’État aux Travaux Publics                                        |           | Alfred Margaine      | PRRRS |
| Sous-secrétaire d’État aux Travaux Publics chargé du Tourisme                     |           | Gaston Gourdeau      | RI    |
| Sous-secrétaire d’État à l'Intérieur                                              |           | Alexandre Israël     | PRRRS |
| Sous-secrétaire d’État à l'Air                                                    |           | Paul Bernier         | PRRRS |
| Sous-secrétaire d’État à l'Éducation nationale chargé de l'Éducation physique     |           | Philippe Marcombes   | PRRRS |
| Sous-secrétaire d’État à l'Éducation nationale chargé de l'Enseignement technique |           | Hippolyte Ducos      | PRRRS |
| Sous-secrétaire d’État à l'Éducation nationale chargé des Beaux-Arts              |           | Jean Mistler         | PRRRS |
| Sous-secrétaire d’État aux Colonies                                               |           | Gratien Candace      | RI    |

## Politique menée
C'est le premier gouvernement après les élections législatives de 1932 qui ont vu la victoire de la gauche (accord de désistement entre les partis radical et socialiste). Du fait de la crise économique, Herriot veut mettre en place une politique de déflation. Il évite donc de proposer aux socialistes une participation au gouvernement. Pour faire accepter l'austérité, il renforce la lutte contre la fraude fiscale, ce qui conduit à l'affaire de la Banque commerciale de Bâle.
Le deuxième Cartel des gauches, qui a formé une coalition électorale, ne parviendra pas à former une coalition parlementaire, à cause de la politique économique des radicaux. Ces derniers devront former une alliance fragile avec le centre droit.